# Peter Crouch
Peter James Crouch (* 30. ledna 1981 Macclesfield) je bývalý anglický profesionální fotbalista, který hrával na pozici útočníka. Svoji hráčskou kariéru ukončil v létě 2019 v anglickém klubu Burnley FC. Mezi lety 2005 a 2010 odehrál také 42 utkání v dresu anglické reprezentace, ve kterých vstřelil 22 branek.
Je jedním z 33 hráčů, kteří vstřelili 100 a více gólů v Premier League, a drží rekord v počtu gólů hlavou v historii Premier League.

## Klubová kariéra
Crouch začal svou kariéru v Tottenhamu Hotspur. Za Spurs se však neprosadil a po hostování v Dulwich Hamlet a švédském klubu IFK Hässleholm přestoupil do Queens Park Rangers. Poté, co QPR na konci sezóny 2000/01 sestoupil do druhé ligy, přestoupil Crouch za 1,5 milionu liber do Portsmouthu.
První sezona na Fratton Parku se mu vydařila a poté, co za klub vstřelil 19 branek, přestoupil v březnu 2002 za 5 milionů liber do Aston Villy. Ve Ville se mu však poměrně nedařilo a v roce 2003 odešel na hostování do Norwiche City, načež přestoupil do Southamptonu, kde znovu získal formu.
V červenci 2005 přestoupil do Liverpoolu. V Liverpoolu dosáhl značných úspěchů, v roce 2006 s klubem vyhrál FA Cup a Community Shield a v roce 2007 získal se probojoval až do finále Ligy mistrů UEFA, kde však Liverpool podlehl italskému AC Milán.
Poté, co během tří sezón na Anfieldu vstřelil 42 gólů, přestoupil Crouch zpátky do Portsmouthu za 11 milionů liber a navázal efektivní spolupráci s anglickým reprezentantem Jermainem Defoem. Ve svém druhém angažmá v Portsmouthu strávil pouze jednu sezónu a následně odešel do Tottenhamu Hotspur, kde se opět sešel s Defoem a Harrym Redknappem.
Za Tottenham vstřelil v květnu 2010 důležitý gól proti Manchesteru City, který klubu zajistil účast v Lize mistrů UEFA. V sezóně 2010/11 vstřelil v deseti evropských zápasech za Spurs sedm gólů.
V srpnu 2011 přestoupil do Stoke City za rekordní klubovou částku 10 milionů liber. Ve své první sezóně ve Stoke vstřelil 14 gólů a získal klubové ocenění Hráč roku. V sezóně 2012/13 vstřelil osm branek a v sezónách 2013/14 a 2014/15 deset branek.
Dne 1. února 2017 se stal v zápase proti Evertonu šestadvacátým hráčem, který vsítil stý gól v Premier League.
Crouch strávil ve Stoke dohromady sedm a půl roku a vstřelil 62 gólů, než v lednu 2019 přestoupil do Burnley. Po skončení smlouvy v červenci 2019 ukončil kariéru.